# Gåsetårnet
Gåsetårnet i Vordingborg er et teglstenstårn, der er del af det gamle Vordingborg Slot grundlagt under Valdemar den Store omkring 1160. I 1360'erne udvidede Valdemar Atterdag borgen til det største borganlæg i Danmark. Borgen fik en 770 meter lang og 8 meter høj ringmur, som blev forsynet med fire hjørnetårne, hvoraf Gåsetårnet er det eneste bevarede. Tårnet er bygget som et forsvarstårn med tykke mure nederst, der langsomt bliver tyndere til toppen. Målt til toppen af muren er tårnet 26 meter højt. Dertil kommer et ca. 10 meter højt kobberspir, som har haft forskellige udformninger - det nuværende er fra 1871.
Navnet Gåsetårnet stammer fra en gylden gås, der er gengivet øverst på spiret. Efter sigende brugte Valdemar Atterdag den for at håne Hansestæderne. I Vordingborg havde han modtaget 77 krigserklæringer fra forbundet, der bestod af byer over hele Europa, og han skal have opsat den gyldne gås med ordene: "77 gæs og 77 høns betyder intet...". Den nuværende gås blev først sat op i 1871 sammen med spiret.
Gåsetårnet blev overdraget til kong Frederik VI den 24. december 1808 af enkefru Reiersen, hvilket gør det til det første fredede fortidsminde i Danmark.
I dag er tårnet den eneste del af det samlede fæstningsværk, som ikke er ruin. Det regnes samtidig for det eneste fuldt bevarede borgtårn i Danmark og indgår i dag i museet på Vordingborg Slot: Danmarks Borgcenter.